# Thorsten Grasshoff
Paul Thorsten Grasshoff (ur. 20 grudnia 1969 w Berlinie) – niemiecki aktor filmowy, teatralny i telewizyjny.

## Życiorys
Studiował w Wyższej Szkole Muzyki i Sztuk Dramatycznych (Hochschule für Musik und Darstellende Kunst) we Frankfurcie nad Menem. Występował w teatrach: Nationaltheater Mannheimie (1997–1999), Theater des Ostens (2000), Ernst-Deutsch Theater w Hamburgu (2001), Tribühne w Berlinie (2003) i Künstlerkolonie Schütte & Raibach w Poczdamie (2005).
W 2004 poślubił Caroline Scholze. Mają córkę Janne (ur. 2002) i syna Ole Antona (ur. 2006).

## Filmografia

### Filmy fabularne
- 2001: Basen (Swimming Pool – Der Tod feiert mit) jako Greg
- 2003: Motown
- 2005: Emilia jako Appiani
- 2005: Jutro jest noc stracona (Morgen ist die Nacht vorbei) jako Lester (film krótkometrażowy)

### Filmy TV
- 2000: Miłość i inne kłamstwa (Liebe und andere Lügen) jako Paul Wagner
- 2001: Wie angelt man sich einen Müllmann? jako Frank Winkler
- 2003: Dla miłości Toma (Aus Liebe zu Tom) jako Steff Keller
- 2003: Prawdziwy mężczyzna? (Echte Männer?) jako Sean
- 2003: Gelübde des Herzens jako Luca
- 2003: Na szczęście ich życiu (Das Glück ihres Lebens) jako Niklas Bergmann
- 2006: Karol Wojtyła – tajemnice papieża (Karol Wojtyla - Geheimnisse eines Papstes) jako Lekarz

### Seriale TV
- 1995: Przyjaźń z sercem (Freundschaft mit Herz) jako Torsten Buck
- 1995: Die Stadtklinik
- 1996: Freundschaft mit Herz jako Torsten Buck
- 1996: Die Flughafenklinik jako Richard
- 2000: In aller Freundschaft
- 2000: Auf eigene Gefahr
- 2000: Na kłopoty, Stefanie (Für alle Fälle Stefanie)
- 2000-2001: Nasz Charly (Unser Charly) jako Lukas Hertz
- 2001: Czerwona mila (Die Rote Meile) jako Jesse
- 2002: SK Kölsch jako Jan Schwanhold
- 2003: Klienci i inne klęski żywiołowe (Kunden und andere Katastrophen) jako Oliver
- 2004: Berlin, Berlin jako Volker Weller
- 2004: In aller Freundschaft
- 2005: Inga Lindström jako Harald Molin
- 2005: Rosamunde Pilcher jako Clark Appelton
- 2005: SOKO Wismar jako dr Steffen Volgmann
- 2006: Alles was zählt jako Julian Herzog
- 2006: Hinter Gittern
- 2006: Hallo Robbie! jako Michael Buchheim
- 2006: SOKO Leipzig jako René Schneider
- 2006: Zwei Engel für Amor jako Yanni
- 2007: To, co najważniejsze (Alles was zählt) jako Julian Arthur Herzog
- 2009: We wszystkich przyjaźniach (In aller Freundschaft) jako Robert Berlitz
- 2011: Lindenstraße
- 2013: Kobra – oddział specjalny (sezon 19, odc. 7) - odc. Konkurs (Der Wettkampf) jako Patrick O'Connor